# Stéphane Levallois
Pour les articles homonymes, voir Levallois.
 (octobre 2018).
Si vous disposez d'ouvrages ou d'articles de référence ou si vous connaissez des sites web de qualité traitant du thème abordé ici, merci de compléter l'article en donnant les références utiles à sa vérifiabilité et en les liant à la section « Notes et références ».
Stéphane Levallois  est un dessinateur français de bandes dessinées né le 25 août 1970 à Paris. Il travaille dans la bande dessinée, le septième art et aussi dans la publicité.

## Biographie
Il est élève à l’École supérieure d'arts graphiques Penninghen, où il a parmi ses professeurs l'affichiste polonais Roman Cieslewicz. Premier de sa promotion[réf. nécessaire], il donne ensuite des cours de croquis.
Noé est sa première bande-dessinée, parue aux Éditions Les Humanoïdes Associés en 2000. Il a réalisé un court-métrage nommé Carcan et diffusé dans les salles sous le nom de Zéro Un.
À la suite de ses études, Stéphane Levallois effectue des stages d’images de synthèse et signe des affiches de cinéma et des illustrations. Il entre comme directeur artistique chez l’éditeur de jeux vidéo Cryo. 
Parallèlement, il devient story-boarder et réalise des designs pour la publicité et le cinéma, travaillant pour des réalisateurs comme Marc Caro, Jan Kounen, Louis Leterrier, Peter Weber, Wong Kar-wai.
Dans le domaine de la publicité, il a dessiné des designs pour Philippe Starck, Bruno Aveillan, John Galliano, Jean-Baptiste Mondino, Hedi Slimane.

## Œuvres

### Bandes dessinées
- Noé, Les Humanoïdes Associés coll. « Tohu Bohu », 2000
- Monsieur Mouche Tome 2, scénario de Jean-Luc Coudray, dessins de Pierre Clément, Mezzo, Lorenzo Mattotti, Alex Barbier, Serge Clerc, Yoann, Philippe Druillet, Caza, Stéphane Levallois. Aux éditions Zampano, 2005
- Il participe à l'ouvrage collectif Paroles de verdun, 21 février 1916 - 18 décembre 1916, aux côtés de Christophe Chabouté, Pascal Rabaté et d'autres dessinateurs. Soleil Productions, 2007
- La résistance du Sanglier, Futuropolis, 2008
- Le dernier modèle, Futuropolis, 2007
- Croc Croc à l'école des petits squelettes, éditions Sarbacane, 2008
- Racket, Futuropolis, 2015
- Léonard 2 Vinci[2], Futuropolis, Louvre éditions, 2019.

### Films
- 2002 Carcan. Ce premier film fait partie d’une sélection de dix courts-métrages diffusés en salle sous le titre Zéro Un (sortie en DVD en février 2007). Carcan reçoit plusieurs récompenses en France comme à l’étranger, dont le prix du court-métrage Canal +.
- 2006 : Butterfly, second court-métrage.

- Pour les studios américains, il a travaillé comme dessinateur notamment sur La Colère des Titans, Pirates des Caraïbes 4, les deux derniers Harry Potter[3].

### Illustrations
- Illustrations pour le Cycle d'Oz de L. Frank Baum aux éditions du Cherche-Midi
- Les disques nato lui confient une série d'illustrations pour la réédition des deux disques de Violeta Ferrer Poemas de Federico Garcia Lorca qui fera l'objet d'une exposition.
- En 2009, dessins pour le disque de Jef Lee Johnson The Zimmerman Shadow.
- Il dessine le livret de How the light gets in de Fantastic Merlins et Kid Dakota et participe à De l'Origine du Monde de Tony Hymas.
- La rizière de Laurence Ottenheimer, illustrations avec Christine Adam librement inspirés des œuvres du grand peintre japonais Hokusai, Hachette Jeunesse, coll. « Demi-page », 1995.
- Illustration pour la marque des montres Suisses Longines, un foulard avec une illustration d'une dame avec un chapeau à plumes et des jockeys et leurs chevaux qui courent.

### Jeu vidéo
- Il a travaillé en indépendant notamment sur Evil Twin, développé par In Utero pour Ubisoft[4].